# Tormento (film 1950)
Tormento è un film del 1950 diretto da Raffaello Matarazzo.

## Trama
Anna vive infelice con il padre e la matrigna, dopo l'ennesima lite il fidanzato Carlo la porta via di casa. Per sposarsi chiede la liquidazione al suo socio d'affari, un mezzo delinquente che il giorno dopo viene trovato morto. Carlo viene arrestato e condannato per omicidio e in carcere sposa Anna che nel frattempo è rimasta incinta. La donna fa fatica a trovare lavoro e dopo tanti tentativi viene assunta come lavapiatti in un locale notturno. Per caso incontra Enzo un vecchio amico di gioventù che lavora come cantante. Enzo chiede al direttore del locale di cambiarle mansione e di darle un extra che lui è disposto a rimborsare. Il proprietario però pensa di sedurre Anna che lo rifiuta e per questo perde il lavoro.
A causa della malattia della figlia la donna è costretta a tornare dalla matrigna che accetta di prendersi cura della bimba ma Anna deve scomparire dalla sua vita. Per amore della figlia Anna accetta ma Enzo tornato nel locale e parlando con la domestica della matrigna scopre la verità e decide di organizzare un incontro tra Anna e figlia. Anna ha uno scontro con la madre superiora che però le permette di uscire, ma la donna crolla svenuta lungo la strada.
Nel frattempo Carlo viene riconosciuto innocente e scarcerato. Torna a trovare la bimba e scopre anche lui tutti gli inganni della matrigna, prende la bimba e si reca nell'istituto dove è ricoverata Anna che rivedendo marito e figlia ritrova la salute.

## Produzione
Il film è ascrivibile al filone dei melodrammi sentimentali strappalacrime, allora molto in voga tra il pubblico italiano sebbene malvisto dalla critica cinematografica del tempo, in seguito rivalutato dalla stessa e ribattezzato come neorealismo d'appendice.
Venne girato negli stabilimenti della Titanus a Roma.

## Distribuzione
Il film fu distribuito nelle sale cinematografiche italiane l'11 febbraio del 1950.

## Incassi
Il film introitò 726.868.584 lire dell'epoca, che ne fecero il secondo maggior incasso della stagione cinematografica 1949-1950 in Italia, preceduto solamente dall'analogo Catene, sempre diretto da Matarazzo ed interpretato dalla coppia Nazzari-Sanson.